# Cylindromyia intermedia
Cylindromyia intermedia là một loài ruồi trong họ Tachinidae.